# Forma bilineare
In matematica, più precisamente in algebra lineare, una forma bilineare è una mappa bilineare a valori in un campo. Si tratta di una funzione definita sul prodotto cartesiano di due spazi vettoriali che è lineare in entrambe le componenti.

## Definizione
Siano {\displaystyle V} e {\displaystyle W} spazi vettoriali su {\displaystyle K} e {\displaystyle V\times W} il loro prodotto cartesiano. Una forma bilineare sul campo {\displaystyle K} è una mappa
{\displaystyle \phi :V\times W\to K}
che associa ad ogni coppia di elementi {\displaystyle \mathbf {v} \in V} e {\displaystyle \mathbf {w} \in W} lo scalare {\displaystyle \phi (\mathbf {v} ,\mathbf {w} )\in K} ed è lineare su entrambe le componenti, cioè:
{\displaystyle \phi (\mathbf {v} _{1}+\mathbf {v} _{2},\mathbf {w} )=\phi (\mathbf {v} _{1},\mathbf {w} )+\phi (\mathbf {v} _{2},\mathbf {w} )\qquad \forall \ \mathbf {v} _{1},\mathbf {v} _{2}\in V\quad \forall \ \mathbf {w} \in W}
{\displaystyle \phi (\mathbf {v} ,\mathbf {w} _{1}+\mathbf {w} _{2})=\phi (\mathbf {v} ,\mathbf {w} _{1})+\phi (\mathbf {v} ,\mathbf {w} _{2})\qquad \forall \ \mathbf {w} _{1},\mathbf {w} _{2}\in W\quad \forall \ \mathbf {v} \in V}
{\displaystyle \phi (a\mathbf {v} ,\mathbf {w} )=\phi (\mathbf {v} ,a\mathbf {w} )=a\phi (\mathbf {v} ,\mathbf {w} )\qquad \forall \ \mathbf {v} \in V\quad \forall \ \mathbf {w} \in W\quad \forall \ a\in K}
Fissato uno dei due argomenti, la funzione è lineare rispetto all'altro.
Se {\displaystyle V} e {\displaystyle W} coincidono, la forma si dice bilineare su {\displaystyle V} (o su {\displaystyle W}).

## Rappresentazione in coordinate
Se {\displaystyle V} ha dimensione n finita, ogni forma bilineare {\displaystyle \phi } su {\displaystyle V} può essere rappresentata come una matrice quadrata di ordine n. Come per le applicazioni lineari, per fare ciò è necessario scegliere una base {\displaystyle \{\mathbf {v} _{1},\dots ,\mathbf {v} _{n}\}} per {\displaystyle V}, in quanto la matrice risultante dipende dalla base scelta.
La matrice {\displaystyle B} è definita per elementi da:
{\displaystyle b_{ij}=\phi (\mathbf {v} _{i},\mathbf {v} _{j})}
L'azione della forma bilineare su due vettori {\displaystyle \mathbf {u} } e {\displaystyle \mathbf {w} } di {\displaystyle V} si ricava nel modo seguente, tramite moltiplicazione tra matrici:
{\displaystyle \phi (\mathbf {u} ,\mathbf {w} )=\mathbf {\mathbf {u} } ^{T}\mathbf {B\mathbf {w} } =\sum _{i,j=1}^{n}b_{ij}u_{i}w_{j}}
dove {\displaystyle u_{i}} e {\displaystyle w_{j}} sono le coordinate di {\displaystyle \mathbf {u} } e {\displaystyle \mathbf {w} } rispetto alla base.

## Relazione con lo spazio duale
Ogni forma bilineare {\displaystyle \phi } su {\displaystyle V} definisce una coppia di mappe lineari da {\displaystyle V} nel suo spazio duale {\displaystyle V^{*}}. Si definiscano nel modo seguente:
{\displaystyle \phi _{1}:V\to V^{*}\qquad \phi _{1}(\mathbf {v} )(\mathbf {w} )=\phi (\mathbf {v} ,\mathbf {w} )}
{\displaystyle \phi _{2}:V\to V^{*}\qquad \phi _{2}(\mathbf {v} )(\mathbf {w} )=\phi (\mathbf {w} ,\mathbf {v} )}
In altre parole, {\displaystyle \phi _{1}(\mathbf {v} )} è l'elemento di {\displaystyle V^{*}} che manda {\displaystyle \mathbf {w} } in {\displaystyle \phi (\mathbf {v} ,\mathbf {w} )}.
Per denotare la posizione dell'argomento nella mappa lineare risultante, si usa la notazione:
{\displaystyle \phi _{1}(\mathbf {v} )=\phi (\mathbf {v} ,\cdot )}
{\displaystyle \phi _{2}(\mathbf {v} )=\phi (\cdot ,\mathbf {v} )}
Ogni mappa lineare {\displaystyle T:V\to V^{*}} definisce analogamente una funzione bilineare:
{\displaystyle \phi (\mathbf {v} ,\mathbf {w} )=T(\mathbf {v} )(\mathbf {w} )\ }

## Forme simmetriche e antisimmetriche
Una forma bilineare {\displaystyle \phi :V\times V\to K} è detta simmetrica se:
{\displaystyle \phi (\mathbf {v} ,\mathbf {w} )=\phi (\mathbf {w} ,\mathbf {v} )\ }
per ogni {\displaystyle \mathbf {v} } e {\displaystyle \mathbf {w} } in {\displaystyle V}. È invece detta antisimmetrica se:
{\displaystyle \phi (\mathbf {v} ,\mathbf {w} )=-\phi (\mathbf {w} ,\mathbf {v} )\ }.
Una forma bilineare {\displaystyle \phi } è simmetrica se e solo se la matrice associata {\displaystyle B} (rispetto ad una base qualsiasi) è simmetrica, ed è antisimmetrica se e solo se la matrice associata è antisimmetrica.
Se la forma bilineare è simmetrica, le due mappe {\displaystyle \phi _{1}} e {\displaystyle \phi _{2}} definite sopra coincidono.
Se {\displaystyle K} non ha caratteristica 2, allora una caratterizzazione equivalente di una forma antisimmetrica è:
{\displaystyle \phi (\mathbf {v} ,\mathbf {v} )=0}
per ogni {\displaystyle \mathbf {v} \in V}. In caso contrario, la condizione precedente è solo sufficiente.

### Prodotto scalare
Una forma bilineare simmetrica è spesso chiamata prodotto scalare.
Altri autori definiscono invece il prodotto scalare come una forma bilineare simmetrica a valori nel campo {\displaystyle \mathbb {R} } dei numeri reali che sia definita positiva, ovvero con {\displaystyle \phi (\mathbf {v} ,\mathbf {v} )>0} per ogni {\displaystyle \mathbf {v} } diverso da zero, e {\displaystyle \phi (\mathbf {0} ,\mathbf {0} )=0}.

## Forma degenere
Una forma bilineare {\displaystyle \phi } definita su uno spazio {\displaystyle V} di dimensione finita è degenere se la matrice {\displaystyle B} che la rappresenta rispetto ad una base ha determinante nullo. Altrimenti, è detta non degenere. La definizione non dipende dalla base scelta per rappresentare la forma come matrice.
I fatti seguenti sono equivalenti:
- La forma bilineare {\displaystyle \phi } è degenere.
- Esiste un vettore {\displaystyle \mathbf {v} } non nullo tale che {\displaystyle \phi (\mathbf {v} ,\mathbf {w} )=0} per ogni {\displaystyle \mathbf {w} }.
- Esiste un vettore {\displaystyle \mathbf {w} } non nullo tale che {\displaystyle \phi (\mathbf {v} ,\mathbf {w} )=0} per ogni {\displaystyle \mathbf {v} }.

## Esempi
- Il prodotto scalare canonico fra vettori del piano o dello spazio euclideo è una forma bilineare simmetrica.
- Sia {\displaystyle C[0,1]} lo spazio vettoriale delle funzioni continue sull'intervallo {\displaystyle [0,1]}, a valori reali. Un esempio di forma bilineare simmetrica definita su {\displaystyle C[0,1]} è data da:

{\displaystyle \phi (f,g)=\int _{0}^{1}f(x)g(x)dx}